# Eric Gehrig
Eric Gehrig est un joueur américain de soccer né le 25 décembre 1987 à Harvey en Illinois. Il évoluait au poste de défenseur avant de prendre sa retraite sportive et de rejoindre l'encadrement technique du Fire de Chicago.

## Biographie
Fan du Fire de Chicago pendant son enfance, Eric Gehrig joue au soccer en NCAA avec l'Université Loyola de Chicago. Après sa saison universitaire senior, il n'est pas repêché par un club professionnel mais participe à un camp de détection à Omaha. Il parvient à convaincre les Wizards de Kansas City mais après moins d'un mois de préparation, il est coupé du groupe. Il retourne alors à l'université et valide son diplôme d'administration des affaires.
Il ne renonce pas pour autant à s'entrainer et est une nouvelle fois invité au camp de présaison de Kansas City mais c'est finalement le Crew de Columbus qui l'appelle et lui offre un contrat le 17 mars 2011. Acquis le 10 décembre 2014 par le Fire de Chicago à Orlando City SC, il rejoint enfin son club de cœur. Néanmoins, en manque de temps de jeu, malgré son statut de capitaine, son contrat n'est pas renouvelé à l'issue de la saison 2016. Le 14 février 2017, il annonce se retirer du soccer professionnel à titre de joueur avant de rejoindre l'encadrement technique du Fire en tant qu'entraîneur-adjoint le lendemain.